# دوک ادینبرو

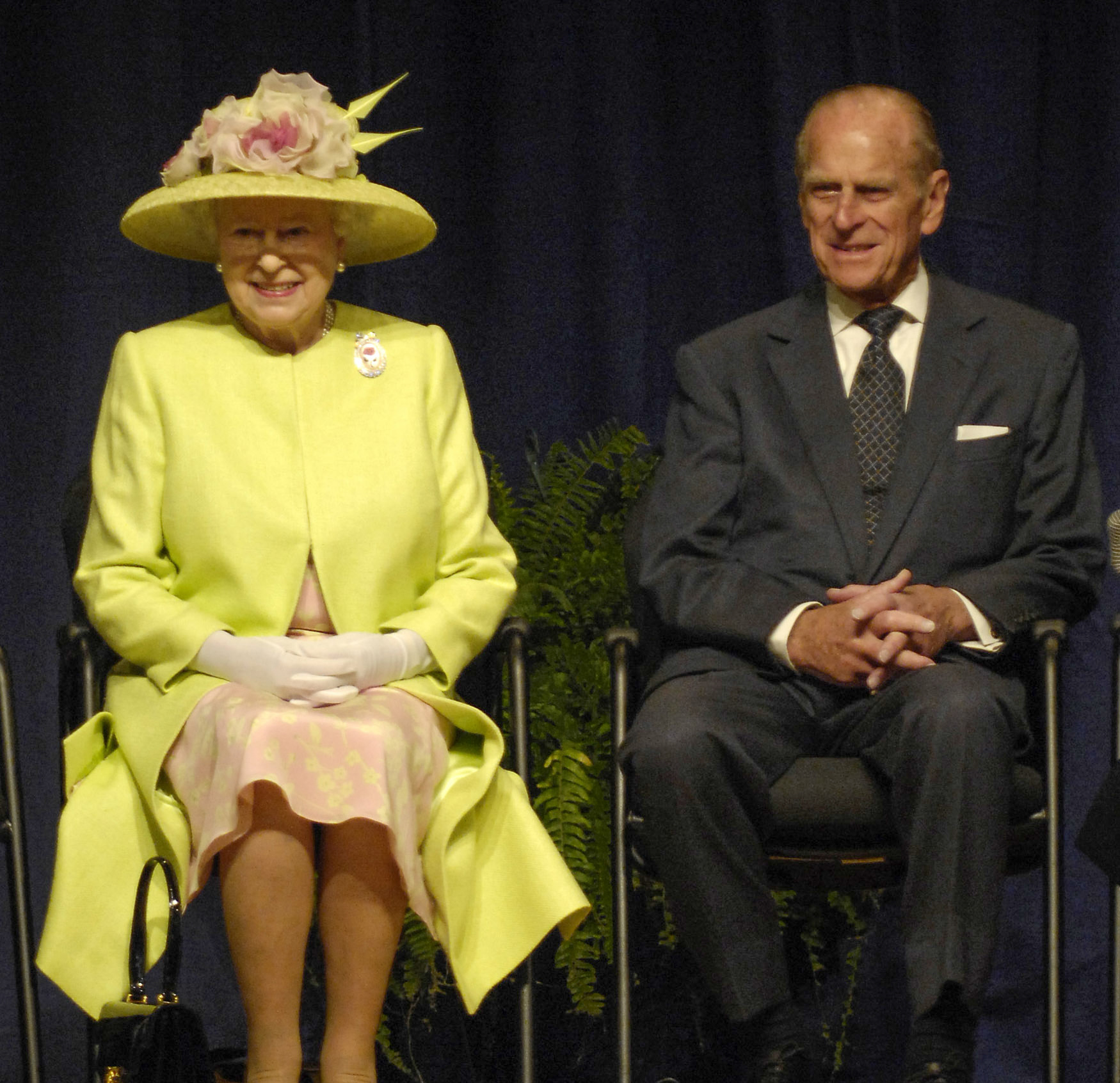
شاهزاده چارلز در کنار ملکه الیزابت که فرد قبلی دارندهٔ عنوان دوک ادینبرو و برادر دوک کنونی بود.

دوک ادینبرو (به انگلیسی: Duke of Edinburgh) عنوانی اشرافی است که تاکنون چهار بار برای افرادی از خانواده سلطنتی بریتانیا ایجاد شده. دارندهٔ کنونی این عنوان، شاهزاده ادوارد است که عنوان دوک ادینبرو را در روز تولد ۵۹ سالگی، از برادرش چارلز سوم دریافت کرده‌است. پیش از این، عنوان دوک ادینبرو در روز ازدواج پدر دوک کنونی، فیلیپ مونت‌باتن با الیزابت دوم، به شاهزاده فیلیپ اعطا شده بود. بعد از مرگ شاهزاده فیلیپ، عنوان دوک ادینبرو به صورت موروثی به چارلز، شاهزاده ولز رسید که تا هنگام مرگ الیزابت دوم در ۸ سپتامبر ۲۰۲۲ صاحب این عنوان بود. بعد از به سلطنت رسیدن چارلز، این عنوان اصطلاحاً در سلطنت ادغام شد.

## ایجاد ۱۷۲۶
این عنوان نخستین بار در ۲۶ ژوئیه ۱۷۲۶ توسط جرج یکم ایجاد و به نوه‌اش فردریک، شاهزاده ولز اعطا شد. یک سال بعد با مرگ جرج یکم و به سلطنت رسیدن جرج دوم، عنوان شاهزاده ولز نیز به فردریک رسید. فردریک قبل از پدرش درگذشت و عناوین او به فرزندش جرج رسید. هنگامی که جرج به عنوان جرج سوم به سلطنت رسید، تمامی عناوین او در سلطنت ادغام شده و ادامه پیدا نکردند.

## ایجاد ۱۸۶۶
عنوان دوک ادینبرو برای بار دوم توسط ملکه ویکتوریا در ۲۴ مه ۱۸۶۶ ایجاد شد. با وجود آن که عنوان سنتی پسر دوم پادشاه دوک یورک بود، ملکه ویکتوریا عنوان دوک ادینبرو را به پسر دوم خود شاهزاده آلفرد اعطا کرد. آلفرد در ۱۸۹۳ به مقام دوک ساکس کوبورگ و گوتا در امپراتوری آلمان رسید اما کماکان عناوین بریتانیایی خود را حفظ کرد. تنها پسر آلفرد در سال ۱۸۹۹ درگذشت و عنوان دوک ادینبرو با مرگ آلفرد بدون وارث باقی ماند.

## ایجاد ۱۹۴۷
عنوان دوک ادینبرو سومین بار در ۱۹ نوامبر ۱۹۴۷ توسط جرج ششم ایجاد و به دامادش فیلیپ مونتباتن اعطا شد. به این ترتیب الیزابت تا قبل از رسیدن به سلطنت به عنوان دوشس ادینبرو شناخته می‌شد. فیلیپ که نوه جرج اول یونان و کریستیان نهم دانمارک بود، در هنگام تولد شاهزاده یونان و دانمارک محسوب می‌شد، اما در هنگام نامزدی با الیزابت از عناوین غیر بریتانیایی و حق خود بر تاج و تخت یونان چشم‌پوشی کرده بود. 
بعد از مرگ فیلیپ، عنوان به پسر بزرگ‌تر وی، چارلز، شاهزاده ولز رسید. با به سلطنت رسیدن چارلز، عنوان دوک ادینبرو در سلطنت ادغام شده و ادامه پیدا نکرد.

## دوک ادینبروی خیالی
در سریال کمدی بلک ادر، روآن اتکینسون در نقش شاهزاده ادموند بلک ادر عنوان دوک ادینبرو را از پدرش ادوارد چهارم (شخصیت خیالی) دریافت می‌کند.